# 민경준

 민경준(1958년 5월 10일 ~ )은 포스코의 계열사인 포스코케미칼(전 포스코켐텍) 대표이사

## 학력
- 전남대학교 재료공학 학사, 금속공학 석사, 금속 및 소재공학 박사
- 캐나다 맥길대학교 경영학 석사

## 참고 자료
- 민경준 비즈니스 포스트 인물검색